# Bankfack

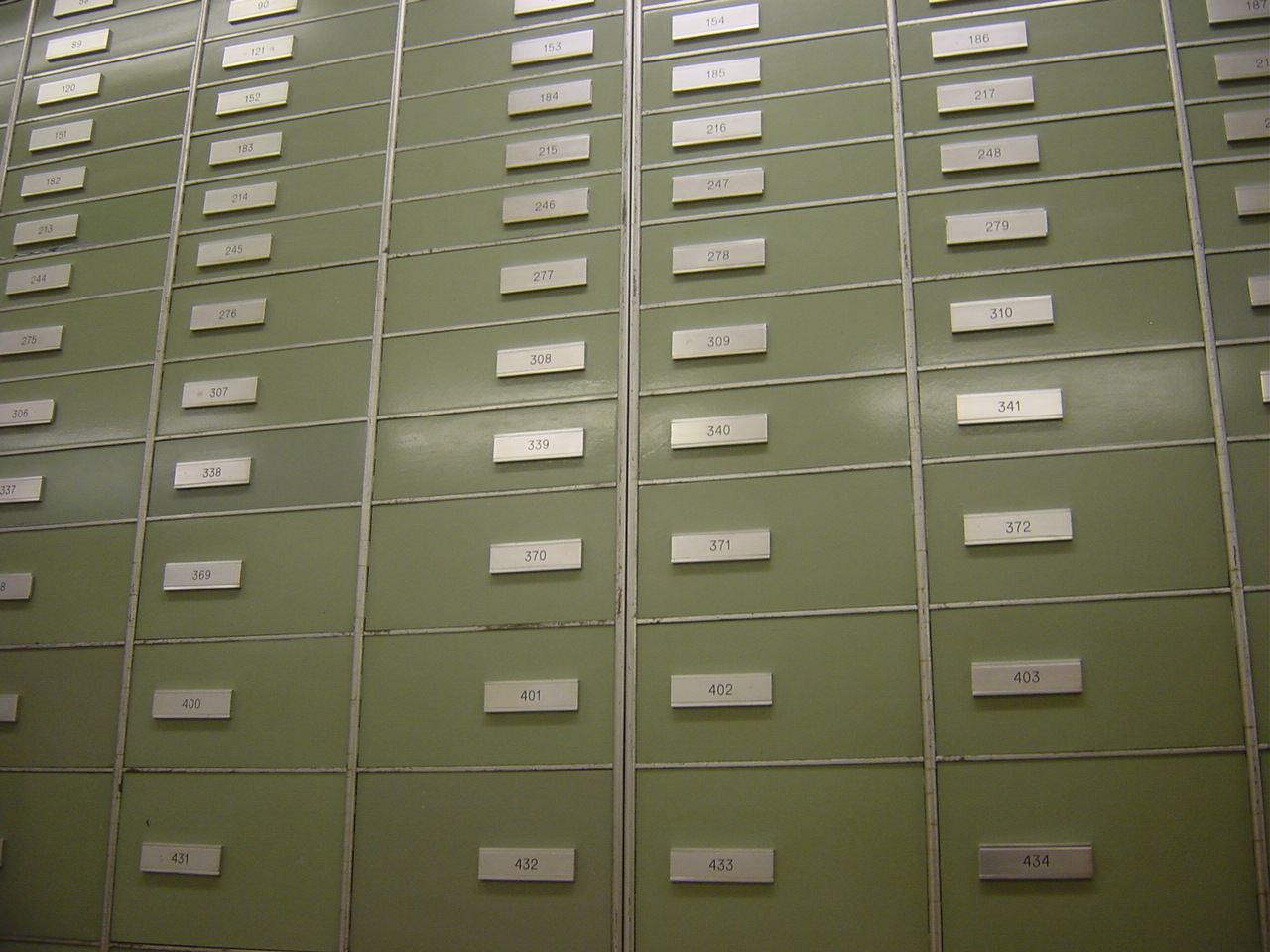
Bankfack i en schweizisk bank.

Ett bankfack är ett mindre individuellt säkrat förvaringsutrymme, vanligen inne i ett större kassaskåp eller bankvalv. De finns mestadels i banker, postkontor eller andra institutioner och används för att skydda värdeföremål eller dokument. Den som hyr facket betalar en avgift för att använda det, facket kan endast öppnas med rätt nyckel och korrekt signatur. Vissa banker använder även biometrisk teknik som extra säkerhet.